# Rani Lakshmi Bai

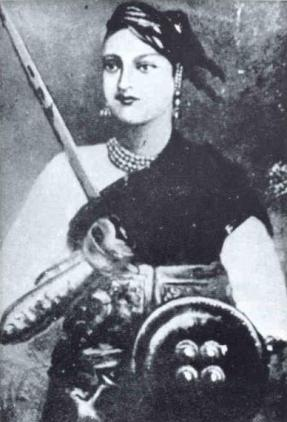
Rani Lakshmi Bai

Rani Lakshmi Bai, nota anche come Jhansi Ki Rani, ovvero "Regina di Jhansi" (Varanasi, 19 novembre 1828 – Gwalior, 17/18 giugno 1858), è stata una regina indiana di Jhansi, nonché figura di spicco e una dei leader della rivolta indiana del 1857 contro il dominio britannico dell'India.

## Biografia

### Rani di Jhansi
Rani Lakshmi Bai nacque il 19 novembre 1828 a Benares (odierna Varanasi), da una altolocata famiglia di Marathi della città: infatti il padre, Moropant Tambe, era un bramino (sacerdote indù) karhade, mentre la madre, Bhagirathibai Tambe, morì quando lei aveva solo quattro anni. Inizialmente chiamata Manikarnika, soprannominata Manu, fu allevata a casa del padre, trasferendosi poi con lui alla corte di Peshwa a Bithur, dove il sacerdote prestava servizio; il Raja si affezionò alla fanciulla, considerandola come sua figlia e chiamandola Chhabili, ossia "la spensierata", per via della sua vivacità. Per via dell'influenza del padre, Manikarnika godette di una maggiore libertà rispetto alle altre donne di corte, di solito relegata in un luogo apposito, detto zenana; infatti aveva studiato arte militare, era un'ottima cavallerizza, sapeva tirare con l'arco e combattere, tanto che aveva formato una specie di guardia personale, composta unicamente dalle sue amiche più intime della corte. Poi, nel 1842, a nemmeno quindici anni di età, la giovinetta fu fatta sposare con Gangadhar Newalkar Rao, Raja di Jhansi, un piccolo Stato dell'India settentrionale, formalmente indipendente, anche se sotto protettorato della Compagnia britannica delle Indie Orientali, che amministrava il subcontinente indiano per conto della Corona britannica. Manikarnika divenne dunque Rani, cioè regina, mutando anche il suo nome in Lakshmi Bai. Dopo nove anni di matrimonio, nel 1851, Rani Lakhsmi Bai diede alla luce il suo primo e unico figlio, Damodar Rao, che però morì a soli quattro mesi di età; i due sovrani di Jhansi allora adottarono, secondo l'antica tradizione indiana, un altro successore, Anand Rao, figlio del cugino di Gangadhar Rao, il quale, si dice, non si riprese mai più dalla perdita del figlio, spegnendosi il 21 novembre 1853. Oltre alla perdita del figlio e del marito, però, ora Lakshmi Bai dovette temere la perdita del suo regno: infatti il Governatore generale dell'India, Lord Dalhouise, prendendo a pretesto la non consanguineità tra la Rani e Anand Rao, secondo la Dottrina della decadenza, detta anche di "Lapse", estromise il figlio adottivo della Rani dal trono, annettendo così Jhansi al governo diretto inglese (chiamato Raj Britannico), tra le ovvie proteste della regina di non poter adottare un successore, come invece voleva la tradizione indiana. Nel marzo 1854, quale compensazione per la perdita del trono, Lakshmi Bai ricevette una pensione annua di 60.000 rupie, ma al contempo le fu ordinato di lasciare il suo palazzo per il forte della città di Jhansi.

### Lo scoppio della rivolta
Mentre a Jhansi era in atto questo sopruso, nel resto dell'India la situazione non era affatto tranquilla: la vecchia aristocrazia delle caste, sia di religione indù che di fede musulmana, non vedeva di buon occhio la perdita di gran parte dei propri privilegi a favore della Compagnia, i contadini e le caste inferiori erano esasperati dalla rigida tassazione e dai soprusi dei colonizzatori europei, mentre anche tra le stesse truppe agli ordini degli inglesi, i sepoy, serpeggiava il malcontento. La miccia che fece scoppiare la rivolta furono le voci secondo le quali, per l'ingrassaggio delle nuove cartucce in dotazione ai fucili dei soldati indiani, i nuovi moschetti Pattern 1853 Enfield, occorreva grasso di maiale (considerato impuro dai musulmani) o sego di bovino (sacro agli indù). Dando credito a queste voci, il 9 maggio 1857 i sepoy di stanza al forte di Meerut si ribellarono, massacrando gli ufficiali; alla rivolta si unirono le vecchie caste aristocratiche, la popolazione e alcuni Stati indiani minori, formalmente ancora indipendenti, dell'India centro - settentrionale. Durante questo periodo gli inglesi furono costretti a concentrare le proprie forze e attenzioni alle sacche di resistenza: in tal modo Laskhmi Bai era la sola a governare effettivamente Jhansi, e inizialmente scelse di non appoggiare i rivoltosi, sia soffocando i vari scontri scoppiati in città, sia conducendo in pompa magna la cerimonia dell'Haldi - kumkum per tutte le donne del suo regno, in modo da dare la garanzia ai suoi sudditi che Jhansi era relativamente calma e tranquilla. Proprio per tale motivo, un piccolo gruppo di ufficiali inglesi, con i propri familiari, chiese rifugio nel forte della capitale del piccolo Stato indiano, e la Rani negoziò la loro evacuazione. Ma quando costoro uscirono dalle mura del forte, furono massacrati dai rivoltosi indiani, l'8 giugno 1857 a Jokhan Bagh. Molto probabilmente l'eccidio si verificò senza l'approvazione della regina, ma gli inglesi la sospettarono di complicità, malgrado le sue proteste di innocenza. Tra il settembre e l'ottobre 1857 difese assiduamente la sua città dall'attacco degli eserciti congiunti dei Raja vicini di Datia e Orchha, alleati degli inglesi, ma fu solo quando un esercito inglese, al comando di sir Hugh Rose, il 28 marzo 1858, pose l'assedio a Jhansi, Rani Lakshmi Bai decise di schierarsi dalla parte degli insorti, combattendo valorosamente alla testa dei suoi contro gli assedianti. Nello stesso periodo un esercito di 20 000 uomini, al comando del capo ribelle Tantia Topi, marciava sulla città per liberarla dall'assedio, ma gli inglesi, pur essendo solo 1540, erano ben addestrati ed equipaggiati, e riuscirono a mettere in fuga i soldati indiani, indisciplinati e male organizzati, il 31 marzo. Tre giorni dopo la messa in fuga dell'esercito di liberazione, Hugh Rose riuscì ad espugnare le mura di Jhansi, che cadde poco dopo; ma la Rani non intendeva cadere nelle mani dei suoi nemici, e nottetempo riuscì a fuggire, saltando le mura con il suo cavallo con il figlio adottivo sulla schiena, fuggendo da Jhansi circondata dalle sue guardie, perlopiù donne. La sua direzione era la città di Kalpi, dove si trovava Tantia Topi, con l'intenzione di unire le sue forze alle sue. Il 1º giugno 1858 Rani Lakshmi Bai, a capo dei suoi rivoltosi, prese la fortezza di Gwalior, feudo della dinastia Scindia, fedeli agli inglesi. Tuttavia la Rani, il 17 giugno, mentre combatteva a cavallo, vestita sontuosamente nei suoi abiti da parata, durante la seconda giornata di combattimenti della Battaglia di Gwalior, fu uccisa da un colpo di carabina sparato dalle file dell'8° Ussari Reali Irlandesi, secondo il resoconto di tre esponenti indiani neutrali. Nel suo rapporto della battaglia il generale Rose, nel descrivere la sua avversaria, annotò che la Rani di Jhansi, notevole per la sua bellezza, intelligenza e perseveranza, era stata l'unico vero uomo tra i ribelli. Tuttavia, la mancanza di un cadavere da identificare sul campo di battaglia fece sostenere al capitano Rheese che Lakshmi Bai non era morta a Gwalior, facendogli dire pubblicamente "la regina di Jhansi è viva!". Molto probabilmente le sue esequie furono organizzate il giorno stesso della sua morte sul logo dove essa cadde combattendo, a soli 29 anni.
Suo padre, Moropant Tambe, fu catturato e impiccato tre giorni dopo; il figlio adottivo Anand Rao (che assunse il nome di Damodar Rao), riuscì a fuggire con i collaboratori della sua defunta madre. Successivamente, il Raj Britannico gli concesse un vitalizio annuo, come risarcimento per la sua mancata eredità; subito dopo, si trasferì nella città di Indore (odierna Madhya Pradesh), trascorrendo il resto della sua vita a reclamare i suoi diritti ereditari. Lui e i suoi discendenti assunsero il cognome Jhansiwale. Si spense infine il 28 maggio 1906, a 58 anni.

## Riconoscimenti
Rani Lakshmi Bai divenne con il tempo uno dei simboli del movimento per l'indipendenza dell'India dai colonizzatori inglesi: negli anni le sono stati riconoscimenti, poemi e statue equestri a Jhansi, Gwalior ed Agra. Inoltre, il reparto femminile dell'Indian national army, l'esercito nazionalista indiano attivo durante la Seconda guerra mondiale, fu intitolato a lei. Anche il cinema indiano di Bollywood l'ha omaggiata con diverse pellicole celebrative, e lo stesso ha fatto la televisione.